# آپایرون
آپایرون (به یونانی: ἄπειρον، Apeiron) واژه‌ای یونانی به معنی نامحدود، بی‌نهایت یا نامشخص
می باشد که از ترکیب پیشوند -ἀ (آ) به معنی «بدون» و πεῖραρ (پایرار) به معنی «پایان، حد» ساخته شده‌است.
آپایرون در نظریه کیهان‌شناسی ایجاد شده توسط آناکسیماندروس، در قرن ششم پیش از میلاد، نقشی مرکزی دارد. بیشتر آثار آناکسیماندروس گم شده‌اند. از اندک بریده‌های باقی‌مانده می‌توان دریافت که او باور داشت که واقعیت آغازین یا نهایی (آرخه)، ابدی و بی‌نهایت یا بدون مرز (آپایرون) است و در معرض پیری یا انحطاط قرار ندارد و تا ابد موادی تولید می‌کند که هرچه می‌بینیم از آن مشتق شده‌است.
آپایرون متضادهای سرد-گرم، خشک-خیس و غیره را تولید نمود که جهان را آفریدند همه چیز از آپایرون ایجاد می‌شود و بعداً بنا بر ضرورت نابود می‌گردد.
او باور داشت که جهان‌های بی‌نهایت از آپایرون به وجود آمده‌اند و در انجا دوباره از بین می‌روند